# Boutique

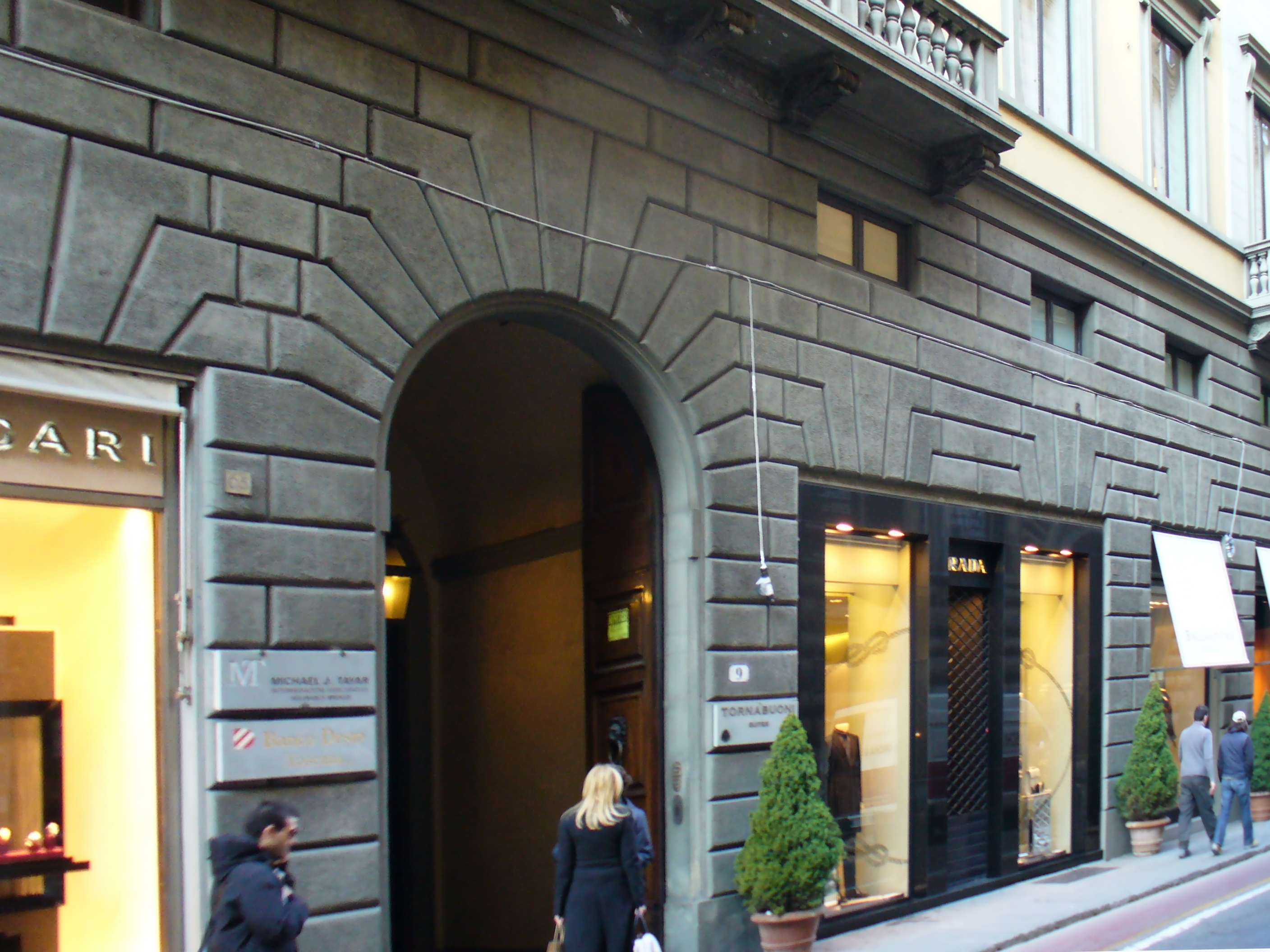
Boutique d'alta moda in via de' Tornabuoni a Firenze

Boutique è un tipo di attività commerciale, principalmente destinata alla vendita dell'abbigliamento.
Il termine boutique è un sostantivo, che in lingua francese significa bottega. Nel tempo è diventato sinonimo di negozio dove si vendono abiti di lusso o comunque costosi. 
Il fenomeno che prima era concentrato in poche città e in zone particolari (a Roma in via Condotti, a Milano in via della Spiga, a Parigi in Fauburg Saint Honorè) si è progressivamente diffuso anche negli altri paesi e continenti. Oggi nelle boutique vengono proposti abiti firmati dagli stilisti italiani ed esteri. Su internet esistono inoltre le "boutique virtuali". Alcune boutique  si stanno dotando di camerini virtuali dove i clienti possono provare anche i capi che per taglia, colore ecc non sono fisicamente disponibili in negozio. Il suo uso permette di diminuire l'invenduto e di accontentare le clienti con un assortimento più vasto di vestiti o di accessori . La formula permette di utilizzare anche strumenti virtuali utilizzabili anche nell'e-commerce 

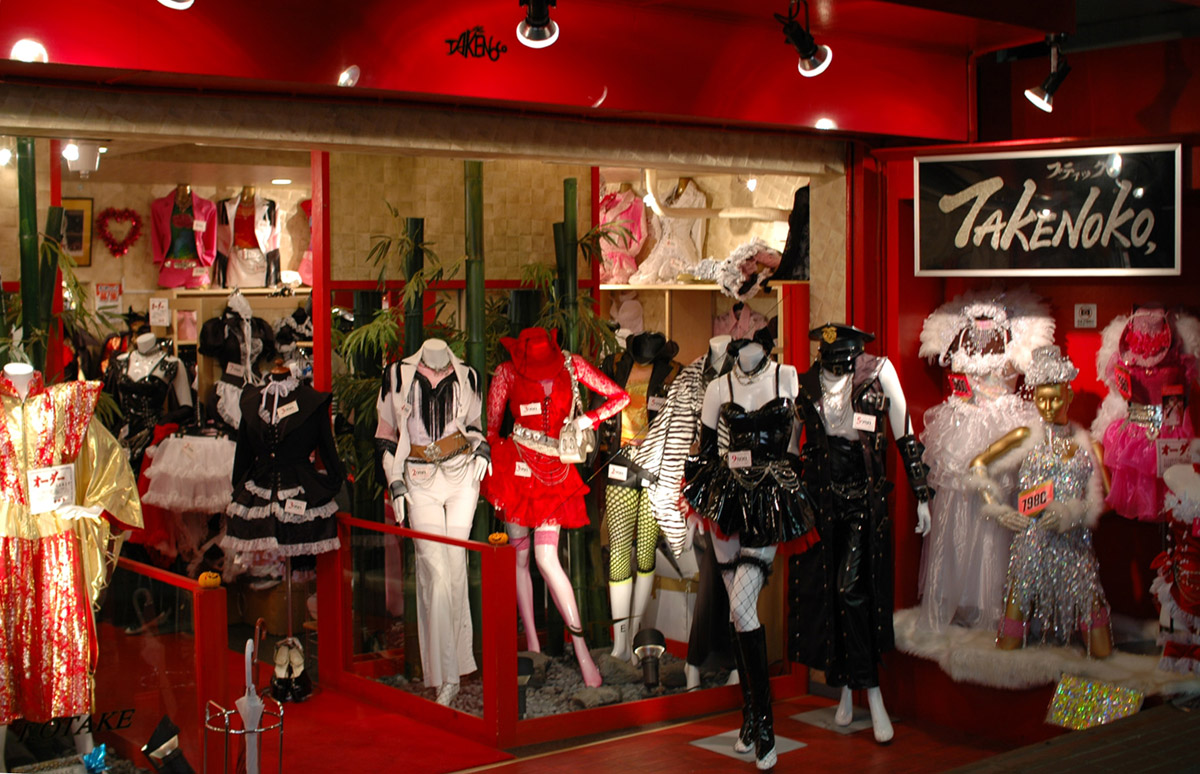
Una boutique in Giappone

La tendenza del commercio e l'affermarsi del prêt-à-porter di  un numero ristretto di grandi produttori ha portato all'affermazione delle boutique monomarca dove è presente la produzione di una sola casa di moda. Persino la grande distribuzione ne ha ricalcato la formula e per la clientela del settore più alto destina settori appartati che simulano vere e proprie boutique monomarca.

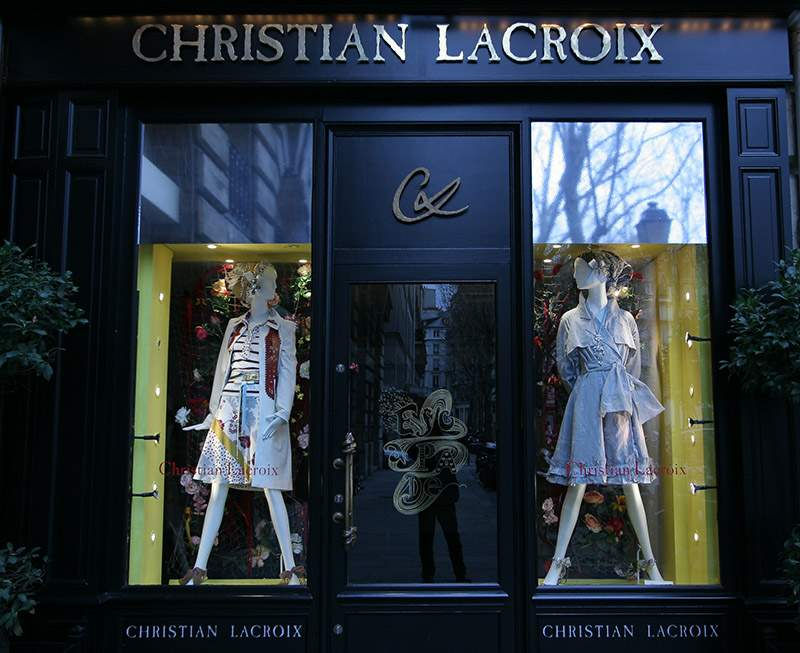
Boutique Christian Lacroix

## Etimologia
Il termine boutique deriva dal francese il quale inizialmente indicava bottega di qualunque attività commerciale o artigianale. In epoca successiva il significato si specializzò indicando solo la rivendita di generi di abbigliamento: Robes et manteaux (vesti e soprabiti); in seguito iniziò a identificare le attività di vendita nel settore per poi essere usato anche nel commercio di generi di lusso anche per i settori più lontani come boutique della carne o del prosciutto. Nell'ambito degli alberghi i Boutique hotel sono esercizi di piccole dimensioni, ma in grado di fornire servizi personalizzati. Il terminie è anche utilizzato come termine alternativo per descrivere le élite femminili dell'Est Europa, in particolar modo quella romena (romanique boutique)